# Rete Trentino Grande Guerra

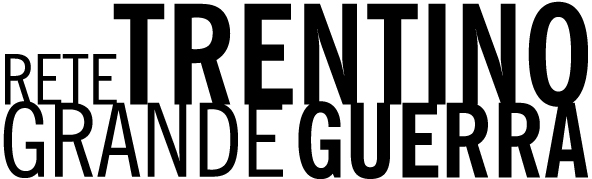
Logo des Trentino Grande Guerra Netzwerkes

Das Rete Trentino Grande Guerra (deutsch in etwa: „Netzwerk Erster Weltkrieg im Trentino“) ist ein Museumsverbund der Autonomen Provinz Trient, dem Museen sowie andere museale Einrichtungen des Trentino angehören, die sich mit dem Ersten Weltkrieg befassen. Das Projekt wurde am 5. Juni 2009 geschaffen und wird vom Kriegsmuseum Rovereto koordiniert.

## Projektbeschreibung
Das Trentino war bis 1918 Teil Österreich-Ungarns und wurde mit dem italienischen Kriegseintritt im Mai 1915 im Rahmen des Gebirgskrieges zum Frontgebiet, das sich dort im Wesentlichen auf folgender Linie erstreckte: Tonalepass – Adamellogruppe – Giudicarie – Gardaseeberge – Etschtal – Vallarsa – Pasubio – Hochebene von Folgaria und Lavarone – Valsugana – Fleimstaler Alpen – Dolomiten – Marmolata.
Nach dem Ende des Ersten Weltkrieges interessierten sich viele Sammler und Historiker für die Relikte, die der Konflikt zurückgelassen hatte. 1921 wurde das Kriegsmuseum Rovereto und das heute so nicht mehr existierende Museo del Risorgimento in Trient gegründet, letzteres heute übergegangen in die Fondazione del Museo storico del Trentino (dt. Stiftung Historisches Museum des Trentino), die mehrere Ausstellungsflächen unterhält, so Le Galerie di Piedicastello in Trient, zwei ehemalige Straßentunnel, mit wechselnden Sonderausstellungen und die Straßensperre Buco di Vela, aber zurzeit kein eigenes Museum besitzt. Im Laufe der Zeit entstanden zudem aus Privatsammlungen weitere Museen entlang der ehemaligen Front.
Im Jahr 2009 gründete sich das Rete Trentino Grande Guerra, um diese Museen (in der Regel von kleiner bis mittlerer Größe) zu verbinden.
Das Hauptziel des Projektes ist das museale Angebot im Trentino, insbesondere jenes der zahlreichen in der gesamten Provinz verstreuten kleinen und zum Großteil privat betriebenen Museen, zu stärken und dieses kulturelle Angebot einem breiteren Publikum bekannt zu machen, in dem man gemeinsam als Netzwerk auftritt und Projekte z. B. didaktischer Natur teilt, indem zum Beispiel die Materialien für Schulklassenbesuche einheitlich gestaltet werden. Weitere Punkte der Zusammenarbeit sind der Austausch von Exponaten bei Ausstellungen, Zusammenarbeit bei Schulungen von Museums- und Bergführungen, gemeinsamer Internetauftritt, gemeinsame Marketingaktionen, einheitliche Gestaltung von Werbematerialien etc., für die insbesondere die kleineren Realitäten keine Ressourcen haben.
Das Netzwerk ist Partner der Initiative Trentino '14-'18, ein Projekt der Autonomen Provinz Trentino zur Koordinierung der Veranstaltungen von 2014 bis 2018 im Zusammenhang mit dem Zentenar des Ersten Weltkrieges.

## Beteiligte Museen

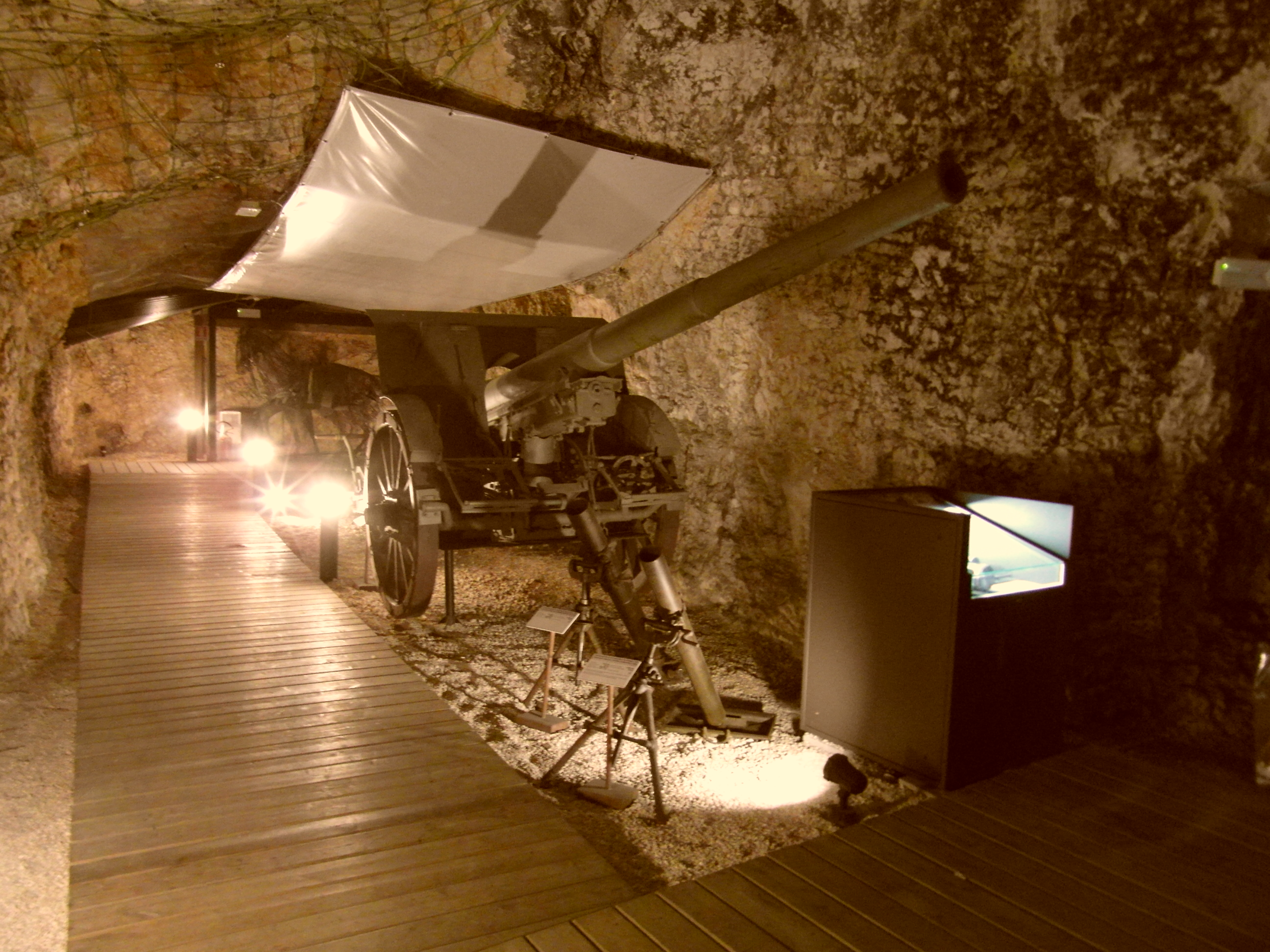
Kriegsmuseum Rovereto

2017 bestand das Netzwerk aus 19 Museen und historischen Stiftungen:
1. Pejo 1914 - 1918. La guerra sulla porta, Peio
2. Museo della Guerra di Vermiglio, Vermiglio
3. Forte Strino, Vermiglio
4. Museo della Guerra Bianca adamellina, Spiazzo
5. Museo della Grande Guerra in Valle del Chiese, Valdaone
6. Museo garibaldino e della Grande Guerra, Ledro
7. MAG Museo Alto Garda, Riva del Garda
8. Kriegsmuseum Rovereto, Rovereto
9. Forte Belvedere Gschwent, Lavarone
10. Centro Documentazione Luserna, Lusern
11. Mostra permanente della Grande Guerra in Valsugana e sul Lagorai, Borgo Valsugana
12. Mostra permanente della Grande Guerra sul Lagorai, Canal San Bovo
13. Collezione di cimeli del Rifugio Cauriol, Ziano di Fiemme
14. Associazione "Sul fronte dei ricordi", Moena
15. Museo della Grande Guerra 1914 - 1918, Canazei
16. Museo Nazionale Storico degli Alpini, Trient
17. Museo storico del Trentino, Trient
18. Museo dell’aeronautica Gianni Caproni, Trient
19. Museo casa De Gasperi, Pieve Tesino